# Municipio de Big Lake (Minnesota)
El municipio de Big Lake (en inglés: Big Lake Township) es un municipio ubicado en el condado de Sherburne en el estado estadounidense de Minnesota. En el año 2010 tenía una población de 7386 habitantes y una densidad poblacional de 70,66 personas por km².

## Geografía
El municipio de Big Lake se encuentra ubicado en las coordenadas 45°20′31″N 93°42′52″O / 45.34194, -93.71444. Según la Oficina del Censo de los Estados Unidos, el municipio tiene una superficie total de 104.53 km², de la cual 99,93 km² corresponden a tierra firme y (4,4 %) 4,6 km² es agua.

## Demografía
Según el censo de 2010, había 7386 personas residiendo en el municipio de Big Lake. La densidad de población era de 70,66 hab./km². De los 7386 habitantes, el municipio de Big Lake estaba compuesto por el 97,05 % blancos, el 0,58 % eran afroamericanos, el 0,23 % eran amerindios, el 0,68 % eran asiáticos, el 0,35 % eran de otras razas y el 1,11 % eran de una mezcla de razas. Del total de la población el 1,26 % eran hispanos o latinos de cualquier raza.